# Kepuh Legundi
Kepuh Legundi is een bestuurslaag in het regentschap Gresik van de provincie Oost-Java, Indonesië. Kepuh Legundi telt 2280 inwoners (volkstelling 2010).